# Біллі Гонсалвес
Аделіно Вільям Гонсалвес, відомий як Біллі Гонсалвес (англ. Adelino William Gonsalves, 10 серпня 1908, Портсмут, США — 17 липня 1977, Керні, США) — американський футболіст, що грав на позиції півзахисника, зокрема, за клуби «Фолл-Ривер Марксмен» та «Сент-Луїс Шемрокс», а також національну збірну США.

## Клубна кар'єра
У футболі дебютував 1926 року виступами за команду «Лузітанія», в якій провів один сезон.
Своєю грою за цю команду привернув увагу представників тренерського штабу клубу «Бостон», до складу якого приєднався 1927 року. Відіграв за команду з Бостона наступні два сезони своєї ігрової кар'єри. Більшість часу, проведеного у складі «Бостона», був основним гравцем команди.
1929 року уклав контракт з клубом «Фолл-Ривер Марксмен», у складі якого провів наступний рік своєї кар'єри гравця.  Граючи у складі «Фолл-Ривер Марксмен» також здебільшого виходив на поле в основному складі команди. У складі «Фолл-Ривер Марксмен» був одним з головних бомбардирів команди, маючи середню результативність на рівні 0,65 голу за гру першості.
Протягом 1931 року захищав кольори «Нью-Йорк Янкіс».
З 1931 року один сезон захищав кольори команди «Нью-Бедфорд Вейлерс». Тренерським штабом нового клубу також розглядався як гравець «основи». В новому клубі був серед найкращих голеодорів, відзначаючись забитим голом в середньому щонайменше у кожній третій грі чемпіонату.
Протягом 1932 року захищав кольори клубу «Фолл-Ривер».
З 1933 по 1942 рік захищав кольори клубів «Сент-Луїс Шемрокс», «Бельтмар Драг», «Саут Саїд Радіо», «Чикаго Манхеттен Бір», «Хілі», «Керні Скотс», «Бруклін Хіспано».
1948 року перейшов до клубу «Ньюарк Германс», за який відіграв 4 сезони. Завершив професійну кар'єру футболіста у 1952 році.
| Дата           | Місто          | Господарі | Результат | Гості    | Турнір               | Голи | Примітки |
| -------------- | -------------- | --------- | --------- | -------- | -------------------- | ---- | -------- |
| 13 липня 1930  | Монтевідео     | США       | 3 – 0     | Бельгія  | ЧС 1930 - 1-й етап   | -    |          |
| 17 липня 1930  | Монтевідео     | США       | 3 – 0     | Парагвай | ЧС 1930 - 1-й етап   | -    |          |
| 26 липня 1930  | Монтевідео     | Аргентина | 6 – 1     | США      | ЧС 1930 - півфінал   | -    |          |
| 17 серпня 1930 | Ріо-де-Жанейро | Бразилія  | 4 – 3     | США      | товариський матч     | 1    |          |
| 24 травня 1934 | Рим            | США       | 4 – 2     | Мексика  | Відбір до ЧС 1934    | -    |          |
| 27 травня 1934 | Рим            | Італія    | 7 – 1     | США      | ЧС 1934 - 1/8 фіналу | -    |          |
| Усього         |                | Матчів    | 6         |          | Голів                | 1    |          |

Включений до Національного футбольного залу Слави Сполучених Штатів у 1950 році.
Помер 17 липня 1977 року на 69-му році життя у місті Керні.

## Титули і досягнення
- Бронзовий призер чемпіонату світу: 1930